# Agama
Agama (znanstveno ime Agama) je rod drobnih žužkojedih kuščarjev z dolgim repom. Sem spada vsaj 31 vrst, ki živijo po vsej Afriki.

## Vrste
V rod Agama spadajo naslednje vrste:
- Agama aculeata
- Agama agama (selska ali navadna agama)
- Agama anchietae
- Agama armata
- Agama atra
- Agama bocourti
- Agama bottegi
- Agama boueti
- Agama boulengeri
- Agama caudospinosa
- Agama cornii
- Agama doriae
- Agama etoshae
- Agama gracilimembris
- Agama hartmanni
- Agama hispida
- Agama impalearis
- Agama insularis
- Agama kirkii
- Agama mehelyi
- Agama montana
- Agama mossambica
- Agama mwanzae
- Agama paragama
- Agama persimilis
- Agama planiceps
- Agama robecchii
- Agama rueppelli
- Agama sankaranica
- Agama spinosa
- Agama weidholzi